# Селус (природний заповідник)
Націона́льний парк Се́лус (англ. Selous National Park) — один з найбільших національних парків в Танзанії. Площа 54 600 км², що становить близько 5 % території країни.
Розташований у південно-східній частині Танзанії. У парку протікає річка Руфіджі. Тваринний світ представлений типовими мешканцями савани: слони, бегемоти, жирафи, леви, леопарди крокодили та ін
Парком проходить межа між ареалами мешкання двох видів антилопи гну, і це найпівденніше місце, де зустрічається жираф Масаї. На території парку проживає близько 350 видів птахів, а кількість видів рослин перевищує 2000 видів.
Парк був створений в 1905 році як мисливський резерват. Названий на ім'я Фредеріка Кортні Селуса, мисливця, який вивчав місцеву фауну і питання її захисту та збереження видів, загинув під час Першої світової війни, в 1917 році.
| Танзанія | Це незавершена стаття з географії Танзанії. Ви можете допомогти проєкту, виправивши або дописавши її. |

1. ↑  https://whc.unesco.org/en/list/199